# Круглянський міст (фільм)
«Круглянський міст» (рос. «Круглянский мост») — білоруський радянський художній фільм 1989 року режисера Олександра Мороза за однойменною повістю Василя Бикова.

## У ролях
- Олександр Кукуріку
- Володимир Грицівський
- Володимир Бобриков
- Петро Солдатов
- Олександр Маєвський
- Леонід Дьячков
- Едуард Мурашов
- Алла Ельяшевич

## Творча група
- Сценарій: Михайло Шелехов
- Режисер: Олександр Мороз
- Оператор: Олександр Абадовскій
- Композитор: Гія Олександрович